# Hugh Jackson
Hugh Jackson was een professioneel golfer uit Noord-Ierland. Hij geeft nu les op de Donabate Golf Club.
Jackson speelde internationale toernooien van 1960 - 1978, dus hij heeft ook de eerste jaren van de Europese PGA Tour meegemaakt. Hij werd kampioen van Ierland in 1970, en was Ulsterkampioen in 1963, 1968, 1969, 1970, 1971 en 1972. 
Jackson heeft ook enkele golfbanen ontworpen, zoals de Mount Ober Golf Club (1985, 18 holes, par 67) buiten Belfast.
Van 1990-2000 speelde hij ook nog op de Senior Tour.

## Gewonnen
- 1968: Piccadilly Medal
- 1970:  Iers PGA Kampioenschap

## Teams
- World Cup: 1970, 1971